# Graham (Missouri)
Pour les articles homonymes, voir Graham.
Graham est une ville du comté de Nodaway, dans le Missouri, aux États-Unis,. Fondée en 1879, sous le nom de Jacksonville, elle est située au sud-ouest du comté et également incorporée en 1929.

## Démographie
Lors du recensement de 2010, la ville comptait une population de 171 habitants. Elle est estimée, en 2016, à 162 habitants.

### Source de la traduction
- (en) Cet article est partiellement ou en totalité issu de l’article de Wikipédia en anglais intitulé « Graham, Missouri » (voir la liste des auteurs).